# Dames italiennes
Pour un article plus général, voir Dames.
Les dames italiennes sont un jeu de stratégie combinatoire abstrait de la famille des dames. Les dames italiennes sont jouées principalement en Italie et en Afrique du Nord. Il est pratiqué depuis le XVIe siècle.

## Règles

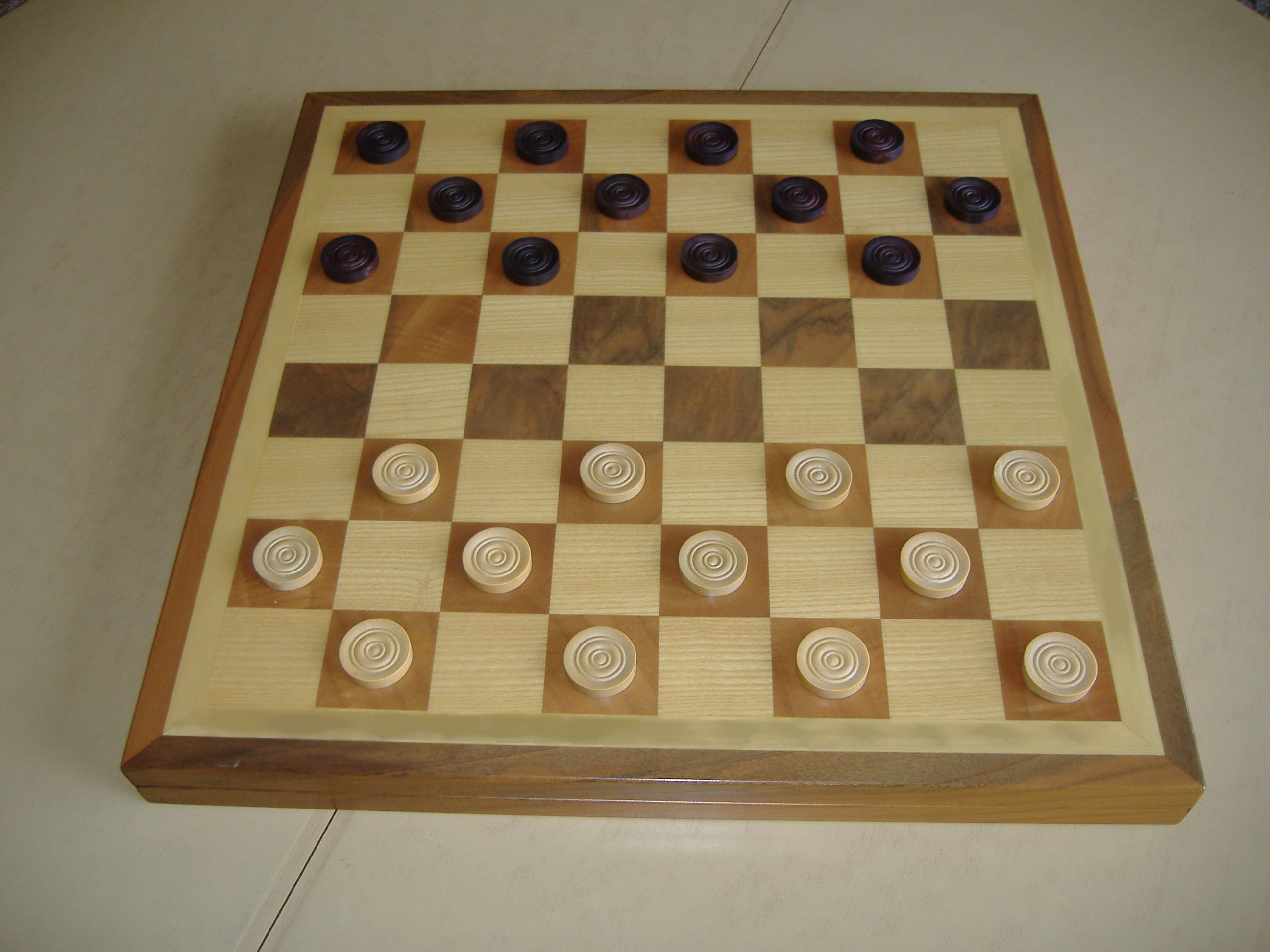
Position de départ des dames italiennes.

- Taille du plateau: 64 cases (8 x 8) ;
- Nombre de pions : 24 (2 x 12) ;
- Orientation du plateau: la grande diagonale relie la gauche de chaque joueur ;
- Cases utilisées : cases sombres ;
- Joueur qui commence : Blancs ;
- Prise autorisée des pions : 
  - Diagonales avant seulement ;
  - Les rafles sont limitées à trois prises ;
  - Un pion ne peut pas prendre une dame ;
- Dame : Ne se déplace que d'une case vers l'avant ou l'arrière ;
- Contrainte de prise : prise majoritaire obligatoire ;
- Prise qualitative : 
  1. Entre deux rafles de valeurs équivalente, il faut si possible effectuer la rafle avec une dame plutôt qu'un pion ;
  2. Une dame ayant le choix entre deux rafles comprenant le même nombre de pièces, doit choisir celle qui comprend le plus de dames ;
  3. Une dame ayant le choix entre deux rafles comprenant le même nombre de dames et de pions doit choisir entre celles qui permettent de capturer une dame adverse le plus rapidement ;
- Souffler : interdit depuis 1936.

## Histoire
Le premier livre mentionnant le jeu a été publié en 1547, le premier traité à lui être consacré date de 1830.

## Principales compétitions
- Championnat d'Italie (it), organisé par la fédération italienne (it) depuis 1925.